# Masacres de septiembre
Las Masacres de septiembre hacen referencia a las ejecuciones en masa que se desarrollaron del 2 al 6 de septiembre de 1792. Es uno de los episodios más sombríos de la Revolución francesa. Los historiadores no se ponen de acuerdo sobre los motivos que indujeron a cometer unos actos tan irracionales y en circunstancias tan particularmente terribles para los prisioneros. Estas ejecuciones no solo se llevaron a cabo en París, las sufrieron también en otras ciudades del país, como por ejemplo en Orleans, Meaux o Reims, aunque no fueran en número tan elevado como en París. 
En París fueron asesinadas entre 1100 y 1400 personas, lo que supuso la mitad de la población reclusa. Aunque el objetivo de los asaltantes eran los «contrarrevolucionarios» tres cuartas partes de las víctimas fueron prisioneros de derecho común, lo que ha planteado serios interrogantes a los historiadores.
Durante las sangrientas revueltas alentadas por líderes revolucionarios asesinaron a tres obispos y más de doscientos sacerdotes en París, mientras muchos sacerdotes y monjas fueron ejecutadas en Lyon y cientos de sacerdotes fueron apresados en Rochefort.

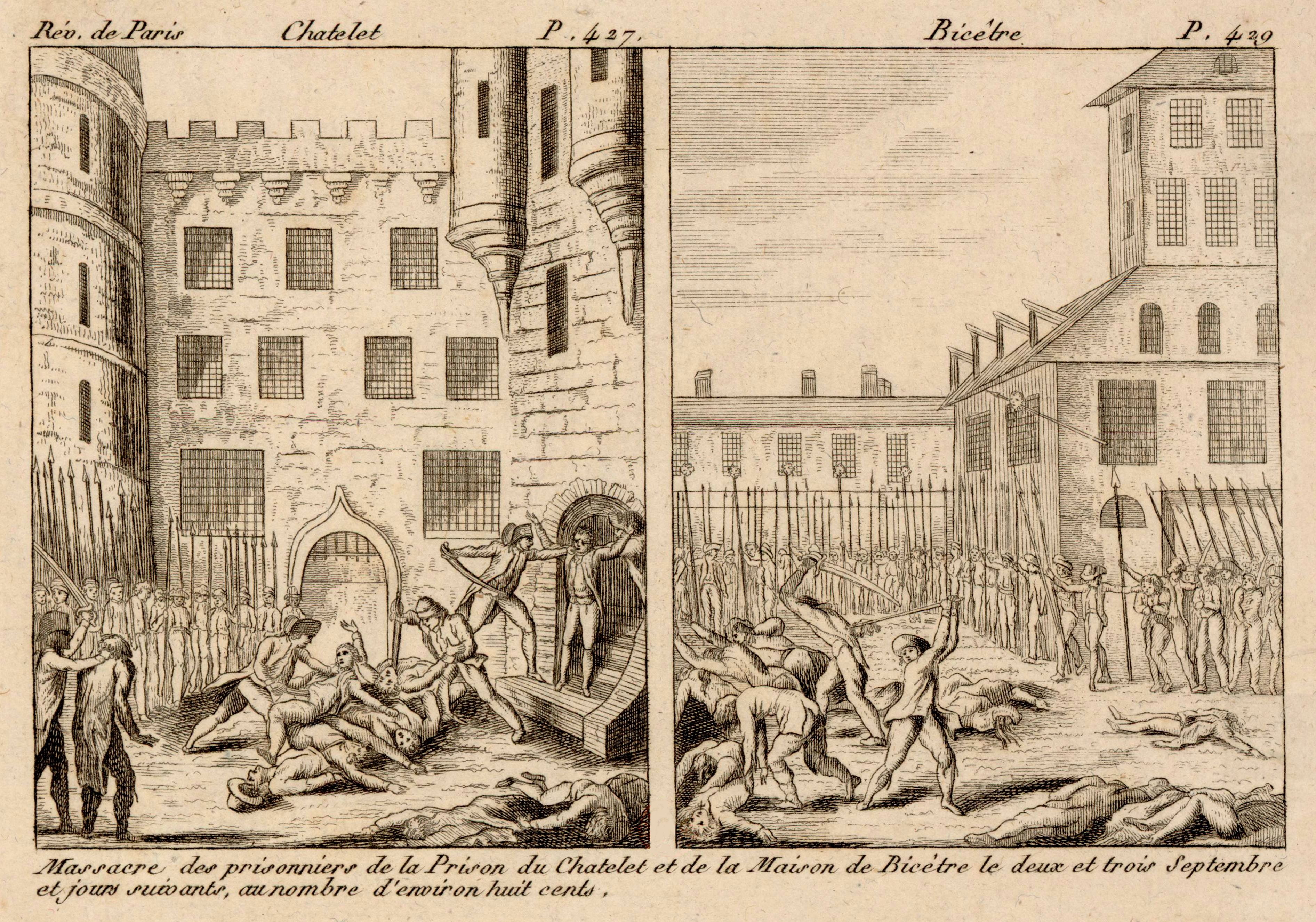
Matanza en la prisión de Châtelet. El 3 de septiembre fueron asesinados más de doscientos presos de derecho común

Por otro lado, se pregunta Timothy Tackett, «¿por qué la mayor parte de las elites parisinas apoyaron las masacres o las consideraron como un mal necesario?».
En cuanto a la explicación de la matanza Timothy Tackett concede un papel esencial a los rumores de invasión y de complots contrarrevolucionarios que se extendieron durante esos días y las jornadas previas —uno de los más insistentes afirmaba que se iba a producir una insurrección de los prisioneros de las cárceles parisinas—. Estos causaron una gran ansiedad e incertidumbre entre la población de París y las autoridades revolucionarias no hicieron nada para atajarlos y calmar los ánimos.

## Antecedentes

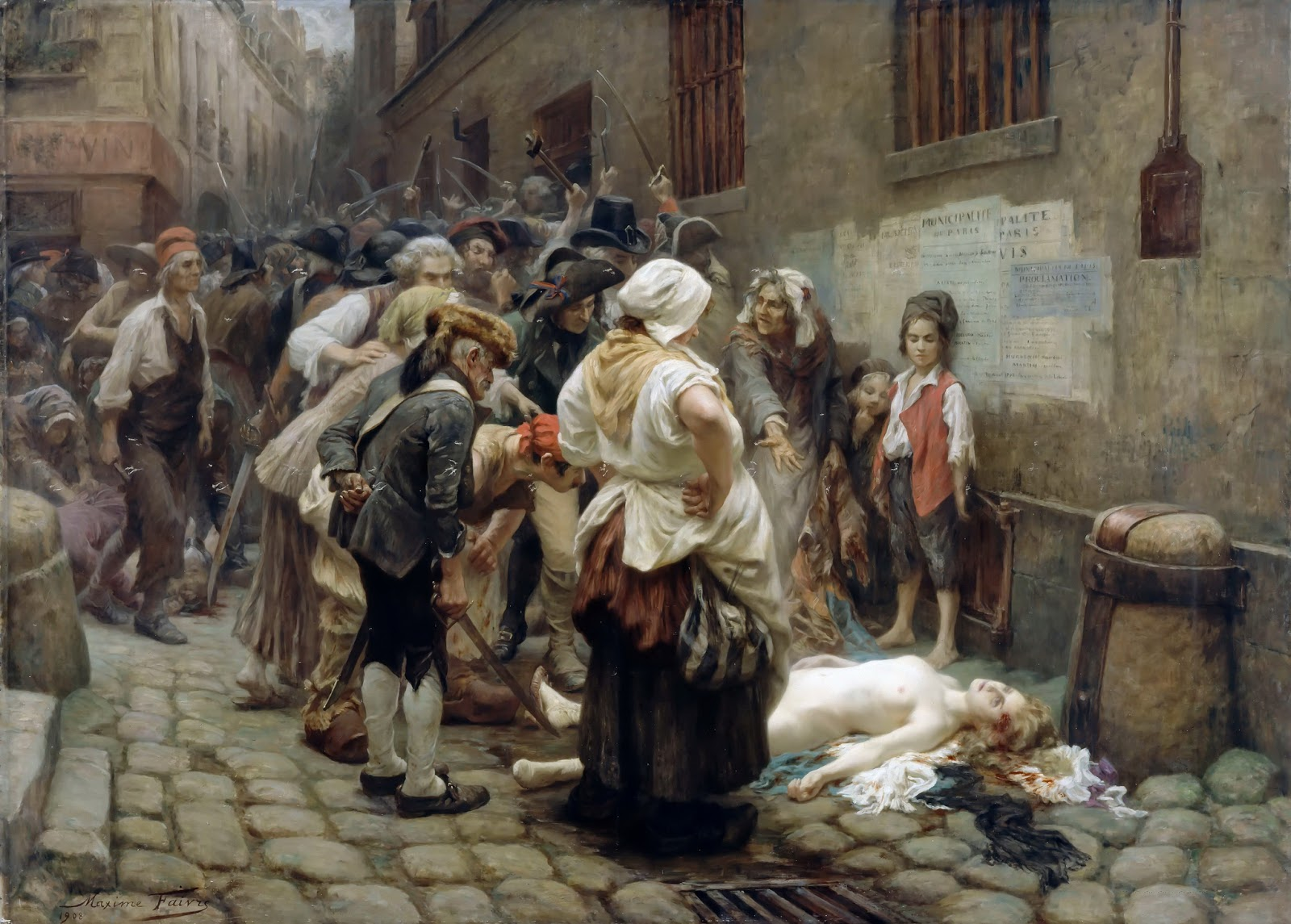
Muerte de la princesa de Lamballe, por Leon Maxime Faivre (1908).

Desde el 20 de abril de 1792 Francia estaba en guerra contra el Sacro Imperio Romano Germánico, pues el emperador Francisco I de Habsburgo era sobrino de María Antonieta de Austria, la esposa del rey Luis XVI de Francia. Su padre Leopoldo II de Habsburgo, el anterior monarca, ya había establecido la alianza junto al rey Federico Guillermo II de Prusia en agosto de 1791 en la Declaración de Pillnitz contra la Revolución Francesa. 
En julio de 1792 Francia es invadida por los ejércitos prusiano y austríaco. El 1 de agosto se conoce el «manifiesto de Brunswick» en el que el comandante en jefe de las fuerzas austroprusianas amenaza a los habitantes de París con «someter la ciudad a una venganza ejemplar» si se toca al rey Luis XVI. El 10 de agosto la multitud asalta el Palacio de las Tullerías y el rey es detenido, haciéndose con el poder en la capital la Comuna de París. El 3 de septiembre se conoce que la fortaleza de Verdún, el principal baluarte en el camino de los invasores hacia París, ha caído. El día anterior han salido hacia el frente muchos jóvenes voluntarios dejando detrás a sus mujeres y a sus familias indefensas. El pánico recorre la ciudad acentuado por el hecho de que las prisiones parisinas están llenas de nobles y de guardias suizos, encarcelados porque se habían enfrentado a la multitud en la jornada del 10 de agosto de 1792 intentando defender al rey.
Prendió en el seno de los revolucionarios la idea de que tenían un enemigo interior. Empezó a extenderse el rumor de que los «contrarrevolucionarios» (que se hallaban encarcelados) estaban dispuestos a urdir una conspiración, y que eran cómplices y, por tanto, culpables de las amenazas proferidas por Brunswick. Los sans culottes exigieron una justicia rápida a fin de poner término a la supuesta conspiración.[cita requerida]

## Desarrollo

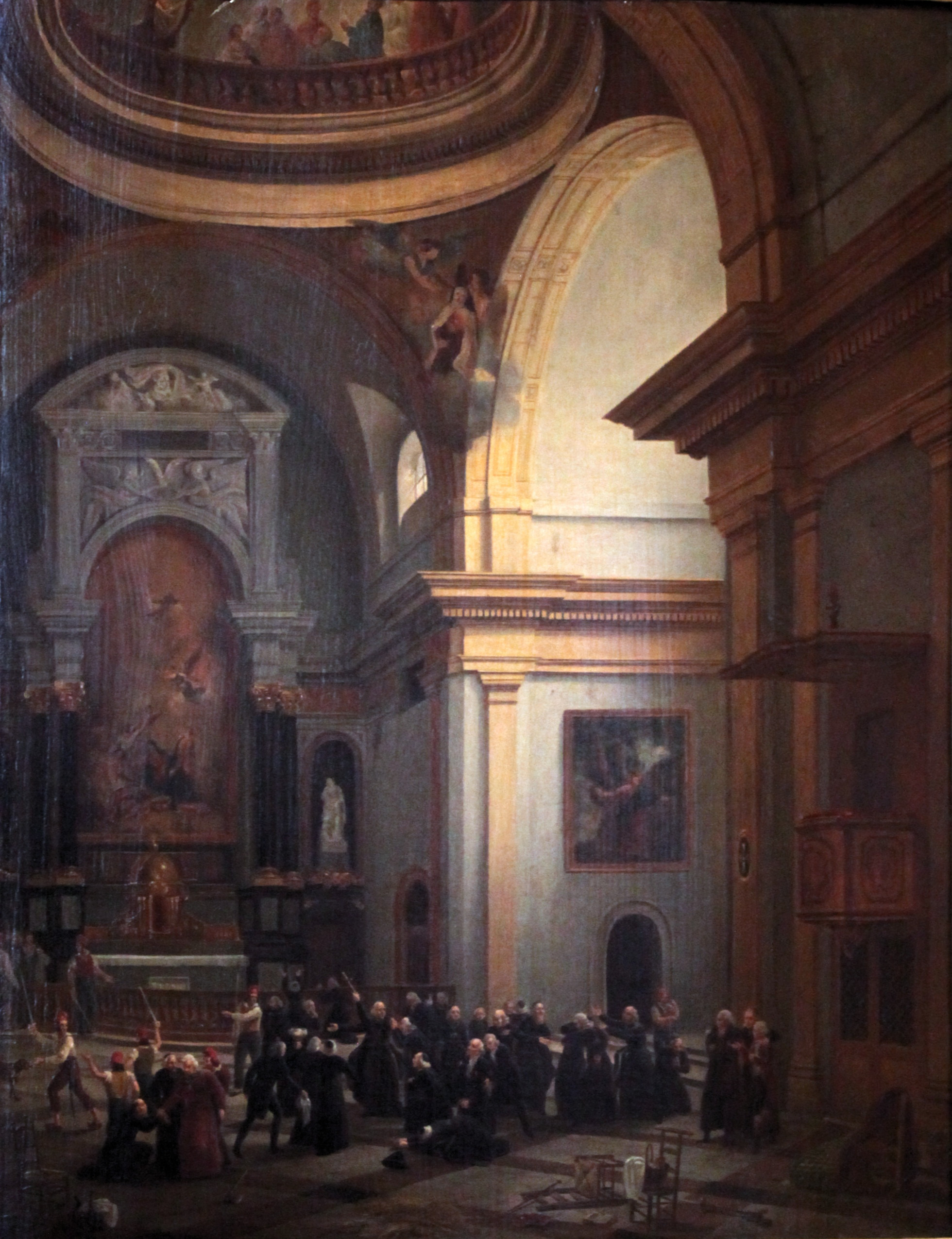
Massacre des Carmes por Marie-Marc-Antoine Bilcocq, (1820). Museo de la Revolución francesa

Hacia las dos de la tarde del 2 de septiembre de 1792, mientras sonaban las campanas por todo París, una multitud se encontró con un grupo de prisioneros que iban a ser trasladados a la prisión de l'Abbaye, cerca de Saint-Germain-des-Prés, e inmediatamente se abalanzó sobre ellos matándolos a todos. A continuación penetró en la prisión de l'Abbaye y en la des Carmes, ejecutando sistemáticamente a todos los reclusos sin distinguir entre prisioneros políticos (nobles, sacerdotes refractarios y antiguos guardias suizos) y de derecho común. Durante los siguientes días, y hasta el 6 de septiembre, fueron asaltadas el resto de prisiones de la capital (la Conciergerie, la Salpêtrière, le Châtelet, les Bernardins, Saint-Firmin, las dos prisiones de la Force y el hospital-prisión de Bicêtre, que acogía a menores que también fueron masacrados). En ocasiones, se formaron tribunales improvisados, para distinguir a los «inocentes» de los «culpables». Así los presos encarcelados por deudas, por querellas de familia o por infracciones menores fueron liberados, como la mayor parte de las mujeres, mientras que los «contrarrevolucionarios» y los culpables de robo, de falsificación de moneda, y de asesinato —a los que se llamaba los «brigands»— fueron sacados de sus celdas y ejecutados en los patios de las prisiones o en las calles por verdugos voluntarios provistos de hachas, de espadas, de picas o de palos. Durante esos cinco días fueron asesinadas entre 1100 y 1400 personas, la mitad de la población reclusa de la capital.
Entre las víctimas hubo sacerdotes refractarios: 23 encarcelados en la prisión de l'Abbaye; 150 en la prisión des Carmes. En esta última fueron «juzgadas» y «ejecutadas» más de 300 personas.[cita requerida] Cuatro sacerdotes fueron asesinados en la iglesia de Saint-Paul Saint Louis (actual iglesia de Saint-Paul en le Marais), antigua iglesia perteneciente a los jesuitas.[cita requerida]
Marat publicó en su periódico una circular, fechada el 3 de septiembre de 1792, en la que se justificaban las masacres:

La Comuna de París desea informar a sus hermanos de todos los departamentos, que una parte de los temibles conspiradores detenidos en las cárceles ha sido condenada a muerte por el pueblo: actos de justicia que creen indispensables a fin de acabar, por temor, con todas las legiones de traidores encerrados tras sus muros; por el momento se ha conseguido que el enemigo se detenga y, sin duda alguna, toda la nación, después de la larga sucesión de traiciones que la han conducido al abismo, se decidirá a adoptar estas medidas si las cree necesarias para la salud pública, y todos los franceses dirán, como los parisinos: «Nosotros moriremos frente al enemigo, pero no dejaremos detrás de nosotros a estos delincuentes para que maten a nuestros hijos y a nuestras mujeres».

Fuera de París se llevaron a cabo ejecuciones en Orleáns, Meaux o Reims,[cita requerida] pero la situación en las provincias fue mucho más moderada en relación con las ejecuciones que se llevaron a cabo en la capital.[cita requerida]

### Los «septembriseurs»

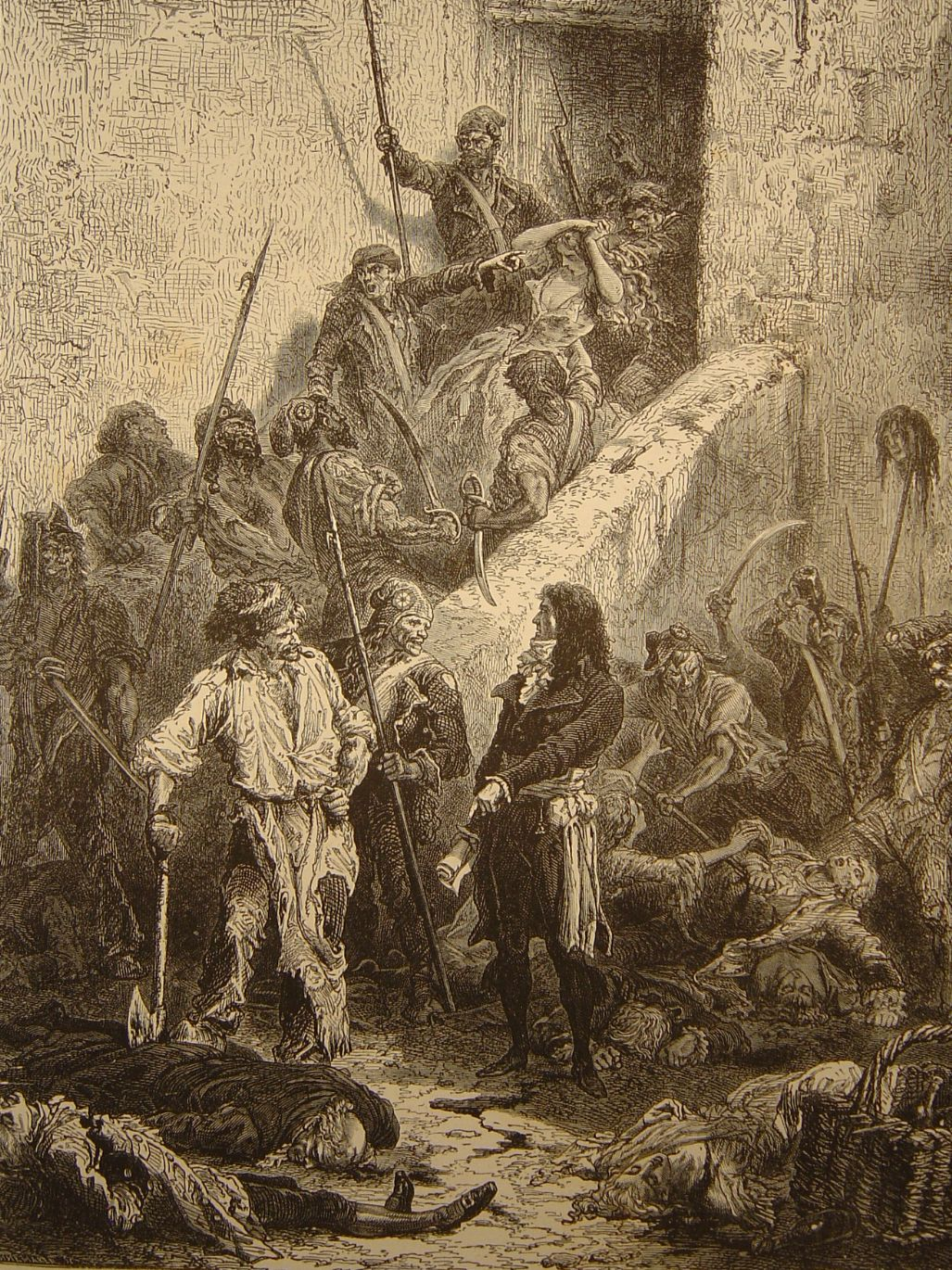
Los «septembriseurs» ('septembristas'). Grabado de 1871

En cuanto a los protagonistas de las masacres —los «septembriseurs» ('septembristas') como serán conocidos—, Timothy Tackett considera que, aunque nunca conoceremos su identidad, «un gran número de ellos eran sin ninguna duda guardias nacionales parisinos y federados provinciales que se habían quedado en la ciudad después de su llegada en julio. La mayor parte de estos hombres asaltaron, tres semanas antes, las Tullerías. En el espíritu de estos hombres, fuertemente influenciados por decenas de rumores en circulación desde hacía semanas [uno de los más insistentes era la inminente insurrección de los encarcelados en las prisiones parisinas], las masacres de septiembre fueron probablemente a la vez un acto de venganza y un servicio hecho a la ciudad, asegurando la seguridad de sus ciudadanos la víspera de su partida». «Fue solamente en las semanas y los meses siguientes, cuando se debilitaron los rumores de complots y desapareció la situación que los había engendrado, que muchos parisinos empezaron a expresar su conmoción y su horror ante las masacres».

## Balance
Las matanzas de septiembre de 1792 tuvieron un total de 1.000 a 1.400 víctimas, es decir, la mitad de los prisioneros parisinos. [cita requerida]Hubo 307 muertos entre los 357 encarcelados en la prisión de la Abadía que comparecieron ante los tribunales populares. Tres cuartas partes de los prisioneros estaban encarcelados por delitos comunes.

## El 2 de septiembre en el calendario
No se celebran conmemoraciones oficiales. Las víctimas son consideradas como mártires. El calendario litúrgico menciona el 2 de septiembre como el día de la conmemoración de los Bienaventurados mártires.[cita requerida] Esta mención no figura en las agendas ordinarias.

## Lista de las cárceles parisinas
- Prisión de l'Abbaye
- Prisión de Châtelet
- Prisión de Carmes
- Prisiones de Bicêtre (para hombres) y Salpêtrière (para mujeres) ubicadas en el recinto del Hospital de la Pitié-Salpêtrière, en París.
- Prisión de La Force
- Prisión de la Conciergerie